# سی اس لی
سی اس لی (انگلیسی: C. S. Lee؛ زادهٔ ۳۰ دسامبر ۱۹۷۱) یک هنرپیشه کره ای-آمریکایی است.
از فیلم‌ها یا برنامه‌های تلویزیونی که وی در آن نقش داشته است می‌توان به دکستر، متولدنشده، لطافت اشاره کرد.